# Chiesa della Madonna degli Angeli (Frassineto Po)
La chiesa della Madonna degli Angeli si trova nel comune di Frassineto Po (provincia di Alessandria), in pieno centro del paese. La chiesa è stata oggetto di restauri nel 1997 e si trova in buono stato di conservazione.

## Storia
Nel XVII secolo Frassineto Po faceva parte del Ducato di Milano, all'epoca sotto il dominio spagnolo e a sua volta faceva parte dell'Arcidiocesi di Milano che applicava il rito ambrosiano.
Federico Borromeo, arcivescovo di Milano dal 1595 al 1631, aveva diramato disposizioni affinché alle varie Confraternite sorte a partire dal secolo XI, su incitamento di san Pier Damiani, con il nome di Disciplinati ma anche di Battuti, Flagellanti o Incappucciati, fossero date sedi e chiese adeguate.
Fu così che a Frassineto Po nel 1620 fu costruita la nuova chiesa di Santa Maria degli Angeli sul sedime del vecchio cimitero sorto intorno alla prima parrocchiale del paese, distrutta tempo prima.
Il 16 settembre 1620 lo stesso cardinale Federico Borromeo, durante una cerimonia alla quale avevano partecipato i membri della Confraternita dei “Batù” (Battuti), aveva benedetto la nuova chiesa e una colonna votiva eretta nelle vicinanze.
Nel dicembre 1799 le truppe francesi di Napoleone Bonaparte, provenienti da Torino e dirette verso Pavia in una lunga colonna, vi avevano ricoverato per la notte i soldati malati o feriti e pertanto la chiesa era stata sconsacrata temporaneamente fino alla nuova consacrazione avvenuta, come dicono le cronache, la terza domenica dell'anno 1800.
La Confraternita del Battuti venne soppressa con legge il 15 agosto 1867 e la chiesa passò di proprietà al Comune di Frassineto, restando chiusa per molti anni.

## Descrizione

### Esterno
La facciata è semplice, suddivisa da quattro lesene poggianti su di un alto zoccolo ed è disposta su un solo ordine sormontato da un timpano triangolare.
Sulla facciata si trovano inoltre due nicchie contenenti due statue in cotto molto consunte dal tempo e delle quali l'dentità dei personaggi rappresentati non è riconoscibile.

### Interno
Nell'interno, a navata unica con volta a botte, sono collocate varie tele raffiguranti la vita della Madonna e di Gesù Cristo opera del pittore Giacomo Francesco Cipper e di altri pittori sconosciuti.